# Johannes Konstantin Neergaard
Johannes Konstantin Neergaard (født 1963) er en dansk komponist samt højskole- og musikbranchemand.

## Uddannelse og virke
Neergaard er cand.mag. i musik og massekommunikation med en journalistisk efteruddannelse.
- Fra 2015 - spillestedsleder ved Kedelhuset, Silkeborg.

- Siden 2010 har Neergaard haft sit eget kreative bureau, Tonesprog, med kunder i musik- og undervisningsbranchen i hele landet, heriblandt Musikkens Hus, Aalborg og Mogens Dahl Koncertsal, København.
- 2010 - 2016 ekstern lektor i kommunikation på bacheloruddannelsen i Kristendom, kultur og kommunikation på VIA University College, Aarhus
- 2012 - 2014 chefproducent for Klassiske Dage, Holstebro
- 2008 - 2010 musikproducent i Mogens Dahl Koncertsal, København
- 1995 - 2008 ansat på Silkeborg Højskole som blandt andet musiklærer og kommunikationsmedarbejder.
- 1992 - 1995 højskolelærer på Farsø Højskole.

Neergaard har været tilknyttet som teater- og musikanmelder i blandt andet Midtjyllands Avis og Kristeligt Dagblad og er aktiv som foredragsholder.
Gift med Berit Poulsen og far til 3.

## Værker
Udvalgte udgivelser:
Udgivet i eget navn:
- Lyset skinner i mørket. Nodebog med 12 sange og salmer og musikalbum tilgængelig på stream. Dansk Sang 2020.
- Muren i Durban. Musical med tekst af Michael Bihl Hansen. FDF og Folkekirkens Nødhjælp 1996.

Repræsenteret i blandt andet:
- Højskolesangbogen, 19. udgave. 2020
- 100 Salmer. Eksistensen 2016
- Salmer i vor tid. Salmer af Lars Busk Sørensen. Unitas 2014.
- Lysets Utålmodighed. Unitas 2011.
- Vi som er søgende. Salmer af Iben Krogsdal. Unitas 2010.
- Salmer og Sange i skole og kirke. Folkeskolens Musiklærerforening 2000.
- Samtids Salmer. Salmesamling. Religionspædagogisk Forlag 2001.
- Klimasange. Cd. DR Big Bandet 2009.
- Årets Danske Sange 2009. Folkeskolens Musiklærerforening 2010.
- Gør os til mennesker, Gud. Salmer af Lars Busk Sørensen. Unitas forlag 2008.